# Geothelphusa haituan
Geothelphusa haituan is een krabbensoort uit de familie van de Potamidae. De wetenschappelijke naam van de soort is voor het eerst geldig gepubliceerd in 2007 door Chen, Hsu & Cheng.